# Normalitat sociològica

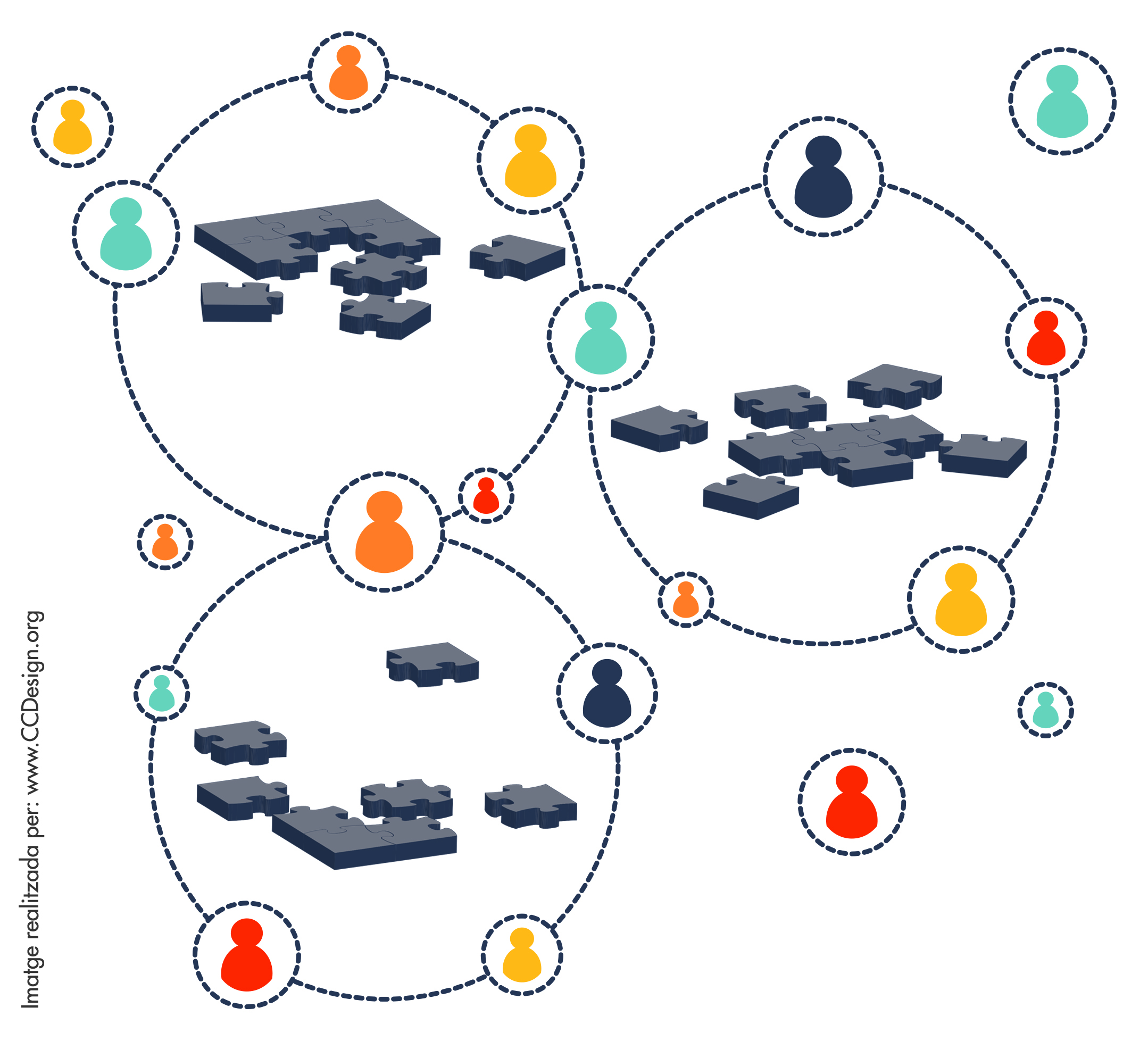
Descripció del concepte normalitat sociològica

La paraula normal prové del llatí “normalis” definia un terme geomètric utilitzat pel picapedrers per disposar les pedres amb escaire perquè encaixessin entre si. Des de 1888, segons el diccionari normal vol dir que és conforme a la norma, que no se'n desvia o bé que serveix de norma.
Parlant en clau sociològica, entenem normalitat com aquells que segueixen la norma, definida aquesta com una pràctica social que regula els comportaments i és crítica davant les conductes que se'n desvien (desviació social), perquè no comparteixen les expectatives de la societat, causant una actitud de desaprovació o càstig.
Les institucions són les encarregades d'estructurar la realitat social i de formular les normes. En sociologia la norma es pot definir com les regles generals d'acció vàlides socialment, conductes exigides per l'entorn social. Les normes regulen la manera i el comportament dels membres d'un grup social enfront un altre, ja que vivim en un món amb una gran pluralitat de normalitats, amb un joc d'etiquetes i mecanismes de poder, per aquest motiu la normalitat és relativa.
Les normes també impliquen una ordenació jeràrquica, que posa en evidència la desigualtat en la societat, és a dir, la diferenciació social. Les diferències són les que porten als individus a etiquetar els que es desvien de la norma. La mateixa normalitat que ens imposa el "guió del joc social", fa que estigui legitimada per la majoria dels individus de la societat, que sigui cohesionant i reafirmant. Al mateix temps, la normalitat exerceix un control social per evitar les conductes desviades que incompleixen les normes socials establertes.
La normalitat és col·lectivitat, és allò que apareix i s'admet per majoria en una societat definida en una oportunitat concreta de la seva evolució. Un succés normal ha de tenir sentit al grup social, la seva supervivència i raó de ser en l'àmbit social ha de tenir una explicació social. En aquest sentit, Émile Durkheim (1858-1917) expressava que només allò que és social explica el que és social.